# Notophthiracarus hammeni
Notophthiracarus hammeni är en kvalsterart som beskrevs av Wojciech Niedbała 1987. Notophthiracarus hammeni ingår i släktet Notophthiracarus och familjen Phthiracaridae. Inga underarter finns listade i Catalogue of Life.